# Gilbert Stuart

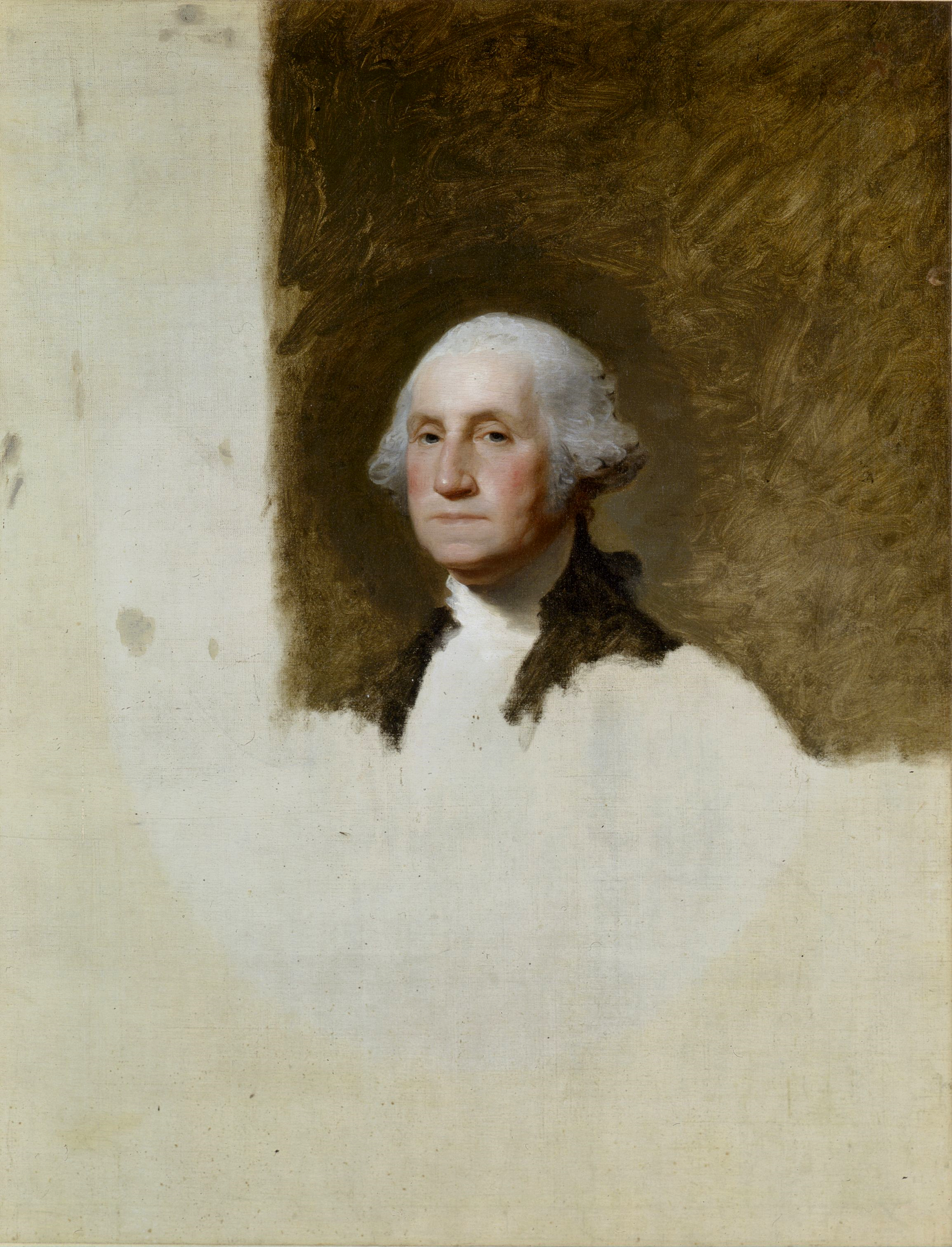
Detta ofullbordade porträtt av George Washington är från 1796 och återfinns på den amerikanska 1-dollarssedeln.

Gilbert Stuart, född 3 december 1755 i North Kingstown, Rhode Island, USA, död 9 juli 1828 i Boston, Massachusetts, USA, var en amerikansk konstnär. Stuart var en av de ledande bildkonstnärerna vid tiden efter den amerikanska revolutionen och har blivit särskilt känd för sina många porträtt av George Washington. 
Gilbert Stuart, son till en skotsk immigrant, föddes i en engelsk koloni på amerikanskt territorium. Fadern drev ett företag som blev ett fiasko, varför familjen måste leva i svår fattigdom. Gilbert påbörjade sina konststudier redan i början av 1770. Han reste på egen hand till London 1775, där han mötte amerikanen Benjamin West, som tog honom under sitt beskydd. I England mötte han också sitt livs stora kärlek, engelskan Charlotte Coates, med vilken han fick tolv barn. Han åtnjöt stort ekonomiskt stöd, dels på grund av sin charmiga personlighet. Han gav ett högt pris för sina verk, men blev slösaktig och svårt skuldsatt. År 1793 återvände han till Förenta staterna i hopp om att skapa en förmögenhet genom att porträttera George Washington. Andra berömda män som poserade för honom var John Adams. Gilbert levde sina sista år i Boston och dog i armod.